# District de Sarah Baartman
Le district municipal de Sarah Baartman (Sarah Baartman District Municipality en anglais), anciennement district municipal de Cacadu, est un district municipal d'Afrique du Sud, situé dans la partie occidentale de la province du Cap-Oriental.
Il est divisé en neuf municipalités locales et en zones de gestion (District Management Areas en anglais).
La capitale du district de Sarah Baartman est Port Elizabeth laquelle n'est cependant pas située administrativement dans le district mais dans la métropole Nelson Mandela. Les langues les plus communément parlées par les 388 201 habitants sont le xhosa (48,94 %), l’afrikaans (45,06 %) et l’anglais (5,36 %).
Cette municipalité est une nouvelle structure administrative, voulue par le gouvernement de l’ANC. Elle est issue de la fusion de la partie ouest de la province du Cap-oriental, essentiellement afrikaanophone, avec d'une part la région de la Great Fish River dont la langue principale est le xhosa et d'autre part avec le district anglophone d’Albany (dont l'héritage culturel est fortement marqué par l'histoire des premiers colons britanniques à avoir immigré dans la région en 1820).

## Liste des maires du district
- Mlungisi Gerald Mvoko (ANC)
- Khunjuzwa Eunice Kekana (ANC)
- Mzimkhulu "Scara" Njadayi, maire (ANC) du 25 novembre 2021 au 1er décembre 2021[2]
- Deon de Vos, maire (ANC) depuis janvier 2022[3]

## Municipalités locales
Le district regroupe les municipalités locales suivantes :
| Municipalité locale   | Population | % de la population totale | Superficie (km²) | % de la superficie totale |
| --------------------- | ---------- | ------------------------- | ---------------- | ------------------------- |
| Makana                | 74 544     | 19,20 %                   | 4 376            | 7,78 %                    |
| Kouga                 | 70 693     | 18,21 %                   | 2 419            | 4,15 %                    |
| Ndlambe               | 55 478     | 14,29 %                   | 2 001            | 3,44 %                    |
| Dr Beyers Naudé       | 79 291     | 20,42 %                   | 28 653           | 49,19 %                   |
| Sunday's River Valley | 41 580     | 10,71 %                   | 3 508            | 6,02 %                    |
| Blue Crane Route      | 35 006     | 9,02 %                    | 9 836            | 16,89 %                   |
| Kou-Kamma             | 34 296     | 8,83 %                    | 12 540           | 21,53 %                   |
| Sarah Baartman Total  | 388 221    | 100 %                     | 58 242           | 100 %                     |

## Démographie
Voici les statistiques issues du recensement de 2001.
| Langue       | Population | %       |
| ------------ | ---------- | ------- |
| Xhosa        | 190 003    | 48,94 % |
| Afrikaans    | 174 917    | 45,06 % |
| Anglais      | 20 806     | 5,36 %  |
| Sotho du Sud | 744        | 0,19 %  |
| Zoulou       | 596        | 0,15 %  |
| Autres       | 451        | 0,12 %  |
| Ndebele      | 192        | 0,05 %  |
| Swati        | 172        | 0,04 %  |
| Tswana       | 127        | 0,03 %  |
| Tsonga       | 80         | 0,02 %  |
| Venda        | 46         | 0,01 %  |

### Sex-ratio
| Genre  | Population | %       |
| ------ | ---------- | ------- |
| Femmes | 202 295    | 52,11 % |
| Hommes | 185 906    | 47,89 % |

### Groupes ethniques

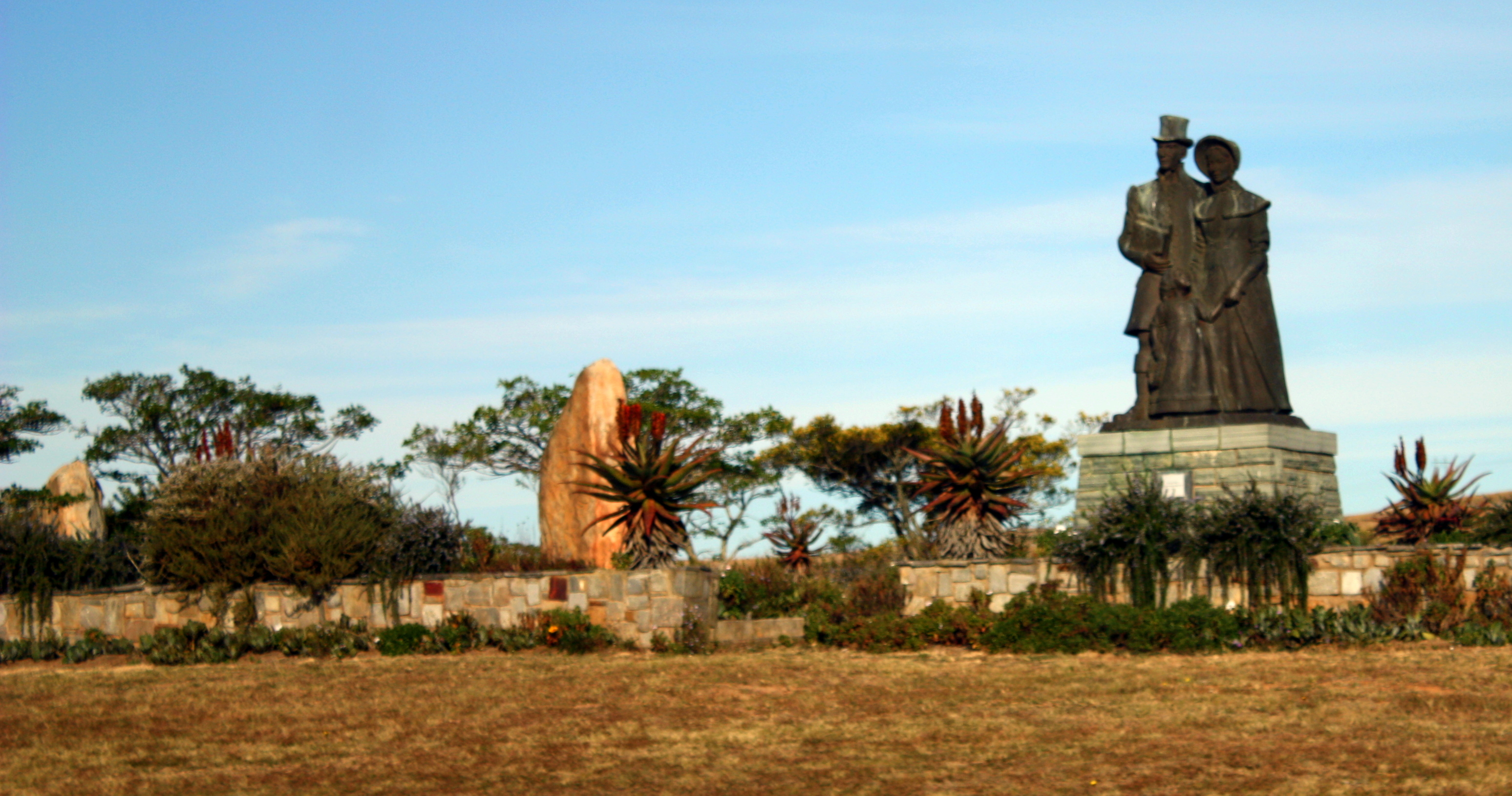
Monument aux colons britanniques de 1820 à Grahamstown, municipalité de Makana (1820 Settlers National Monument)

| Groupe ethnique    | Population | %       |
| ------------------ | ---------- | ------- |
| Noir               | 202 289    | 52,11 % |
| Métis (“Coloured”) | 141 083    | 36,34 % |
| Blanc              | 44 110     | 11,36 % |
| Indien/Asiatique   | 719        | 0,19 %  |

### Âge
| Age       | Population | %       |
| --------- | ---------- | ------- |
| 000 - 004 | 33 178     | 8,55 %  |
| 005 - 009 | 36 745     | 9,47 %  |
| 010 - 014 | 40 809     | 10,51 % |
| 015 - 019 | 41 052     | 10,57 % |
| 020 - 024 | 33 222     | 8,56 %  |
| 025 - 029 | 32 096     | 8,27 %  |
| 030 - 034 | 29 929     | 7,71 %  |
| 035 - 039 | 27 840     | 7,17 %  |
| 040 - 044 | 24 208     | 6,24 %  |
| 045 - 049 | 20 483     | 5,28 %  |
| 050 - 054 | 16 494     | 4,25 %  |
| 055 - 059 | 13 289     | 3,42 %  |
| 060 - 064 | 12 928     | 3,33 %  |
| 065 - 069 | 9 218      | 2,37 %  |
| 070 - 074 | 6 764      | 1,74 %  |
| 075 - 079 | 4 447      | 1,15 %  |
| 080 - 084 | 3 276      | 0,84 %  |
| 085 - 089 | 1 325      | 0,34 %  |
| 090 - 094 | 680        | 0,18 %  |
| 095 - 099 | 154        | 0,04 %  |
| 100 plus  | 64         | 0,02 %  |